# Múscul articular del genoll
El múscul articular del genoll (musculus articularis genus) o múscul tensor de la sinovial del genoll és un petit múscul esquelètic localitzat a la zona anterior de la cuixa, just per sobre del genoll; va des de la part inferior de la superfície anterior del fèmur a la càpsula de l'articulació del genoll. També s'anomena  múscul de Dupré.
Sorgeix de la superfície anterior de la part inferior del cos del fèmur, en un nivell més profund que el vast intermedi, prop del genoll i de les fibres profundes del vast intermedi. La seva inserció és a la membrana sinovial de l'articulació del genoll.
És irrigat per l'artèria circumflexa femoral lateral i innervat per branques del nervi femoral (L2-L4).
La seva funció es estirar la borsa suprarotuliana cap amunt durant l'extensió del genoll, i impedeix la intromissió de la membrana sinovial entre la ròtula i el fèmur. Tracciona la càpsula articular cap amunt durant l'extensió del genoll.

## Variació
És pla, prim i molt variable. Hi ha casos en què s'observa que està format per diversos paquets musculars separats. És un múscul sense fàscia de revestiment i la seva mida varia des d'1,5 fins a 3 cm d'ample.
Generalment es diferencia de vast intermedi, però ocasionalment es barreja amb ell.